# Élections législatives de 1958 dans les Deux-Sèvres
Les élections législatives françaises de 1958 se déroulent les 23 et 30 novembre 1958. Dans le département des Deux-Sèvres, trois députés sont à élire dans le cadre de trois circonscriptions.

## Élus
| Circonscription | Député élu                              | Parti | Parti |
| --------------- | --------------------------------------- | ----- | ----- |
| 1re             | Marie-Magdeleine Aymé de La Chevrelière |       | MRP   |
| 2e              | Jacques Fouchier                        |       | CNIP  |
| 3e              | Jean Salliard du Rivault                |       | CNIP  |

## Système électoral
Pour la première fois depuis 1936, les élections législatives ont lieu au scrutin uninominal majoritaire à deux tours dans des circonscriptions uninominales.
Est élu au premier tour le candidat qui réunit la majorité absolue des suffrages exprimés et un nombre de voix au moins égal au quart (25 %) des électeurs inscrits dans la circonscription. Si aucun des candidats ne satisfait ces conditions, un second tour est organisé entre les candidats ayant réuni un nombre de voix au moins égal à 5 % des suffrages exprimés. Au second tour, le candidat arrivé en tête est déclaré élu.
Le seuil de qualification, basé sur un pourcentage relativement faible des suffrages exprimés, tend à faciliter l'accès au second tour de plus de deux candidats. Les candidats en lice au second tour peuvent ainsi fréquemment être trois, un cas de figure appelé « triangulaire ». Lorsque quatre candidats s'affrontent au second tour, on parle de « quadrangulaire ».

## Résultats

### Résultats à l'échelle du département
| Parti          | Parti                                            | Premier tour | Premier tour | Second tour | Second tour | Sièges |
| Parti          | Parti                                            | Voix         | %            | Voix        | %           | Sièges |
| -------------- | ------------------------------------------------ | ------------ | ------------ | ----------- | ----------- | ------ |
|                | Centre national des indépendants et paysans      | 38 862       | 25,78        | 54 124      | 36,79       | 2      |
|                | Union pour la nouvelle République                | 25 859       | 17,16        | 28 151      | 19,14       | 0      |
|                | Modérés                                          | 5 017        | 3,33         | Retrait     | Retrait     | 0      |
|                | Droite parlementaire                             | 69 738       | 46,26        | 82 275      | 55,93       | 2      |
|                |                                                  |              |              |             |             |        |
|                | Mouvement républicain populaire                  | 36 432       | 24,17        | 29 839      | 20,28       | 1      |
|                | Section française de l'Internationale ouvrière   | 15 897       | 10,55        | 23 419      | 15,92       | 0      |
|                | Parti communiste français                        | 11 689       | 7,75         | 11 570      | 7,87        | 0      |
|                | Parti républicain, radical et radical-socialiste | 11 387       | 7,55         | Retrait     | Retrait     | 0      |
|                | Union et fraternité française                    | 3 297        | 2,19         | Retrait     | Retrait     | 0      |
|                | Parti radical                                    | 2 297        | 1,52         |             |             | 0      |
|                |                                                  |              |              |             |             |        |
| Inscrits       | Inscrits                                         | 203 091      | 100,00       | 203 074     | 100,00      | 3      |
| Abstentions    | Abstentions                                      | 47 652       | 23,46        | 52 461      | 25,83       |        |
| Votants        | Votants                                          | 155 439      | 76,54        | 150 613     | 74,17       |        |
| Blancs et nuls | Blancs et nuls                                   | 4 702        | 3,02         | 3 510       | 2,33        |        |
| Exprimés       | Exprimés                                         | 150 737      | 96,98        | 147 103     | 97,67       |        |

### Résultats par circonscription

#### Première circonscription (Niort)
| Candidat           | Candidat                                     | Parti          | Premier tour | Premier tour | Second tour | Second tour |  |
| Candidat           | Candidat                                     | Parti          | Voix         | %            | Voix        | %           |  |
| ------------------ | -------------------------------------------- | -------------- | ------------ | ------------ | ----------- | ----------- |  |
|                    | Marie-Magdeleine Aymé de La Chevrelière élue | MRP            | 15 157       | 27,90        | 29 839      | 55,10       |  |
|                    | Raoul Auzanneau                              | SFIO           | 10 616       | 19,54        | 18 926      | 34,95       |  |
|                    | Bernard Charbonneau                          | CNIP           | 9 267        | 17,06        | Retrait     | Retrait     |  |
|                    | Jean Caillet                                 | UNR            | 6 358        | 11,70        | Retrait     | Retrait     |  |
|                    | Raymond Cluzeau                              | PCF            | 5 437        | 10,01        | 5 385       | 9,94        |  |
|                    | Roger Chatelain                              | Radsoc         | 5 187        | 9,54         | Retrait     | Retrait     |  |
|                    | Maxime Goirand                               | Rad            | 2 297        | 4,44         |             |             |  |
|                    |                                              |                |              |              |             |             |  |
| Inscrits           | Inscrits                                     | Inscrits       | 76 848       | 100,00       | 76 845      | 100,00      |  |
| Abstentions        | Abstentions                                  | Abstentions    | 21 305       | 27,72        | 21 596      | 28,1        |  |
| Votants            | Votants                                      | Votants        | 55 543       | 72,28        | 55 249      | 71,9        |  |
| Blancs et nuls     | Blancs et nuls                               | Blancs et nuls | 1 224        | 2,2          | 1 099       | 1,99        |  |
| Exprimés           | Exprimés                                     | Exprimés       | 54 319       | 97,8         | 54 150      | 98,01       |  |
| Source : Data.gouv |                                              |                |              |              |             |             |  |

#### Deuxième circonscription (Parthenay)
| Candidat           | Candidat                 | Parti          | Premier tour | Premier tour | Second tour | Second tour |  |
| Candidat           | Candidat                 | Parti          | Voix         | %            | Voix        | %           |  |
| ------------------ | ------------------------ | -------------- | ------------ | ------------ | ----------- | ----------- |  |
|                    | Jacques Fouchier élu     | CNIP           | 14 541       | 28,16        | 29 986      | 59,96       |  |
|                    | Pierre Lebon             | UNR            | 10 866       | 21,05        | 16 255      | 32,5        |  |
|                    | Guy Marchand             | MRP            | 8 224        | 15,93        | Retrait     | Retrait     |  |
|                    | Yvan Quintard            | Radsoc         | 6 200        | 12,01        | Retrait     | Retrait     |  |
|                    | Charles Beauchet-Filleau | Modérés        | 5 017        | 9,72         | Retrait     | Retrait     |  |
|                    | René Julé                | PCF            | 3 485        | 6,75         | 3 773       | 7,54        |  |
|                    | Eustache Cuicci          | UFF            | 3 297        | 6,39         | Retrait     | Retrait     |  |
|                    |                          |                |              |              |             |             |  |
| Inscrits           | Inscrits                 | Inscrits       | 69 645       | 100,00       | 69 643      | 100,00      |  |
| Abstentions        | Abstentions              | Abstentions    | 16 186       | 23,24        | 18 050      | 25,92       |  |
| Votants            | Votants                  | Votants        | 53 459       | 76,76        | 51 593      | 74,08       |  |
| Blancs et nuls     | Blancs et nuls           | Blancs et nuls | 1 829        | 3,42         | 1 579       | 3,06        |  |
| Exprimés           | Exprimés                 | Exprimés       | 51 630       | 96,58        | 50 014      | 96,94       |  |
| Source : Data.gouv |                          |                |              |              |             |             |  |

#### Troisième circonscription (Thouars - Bressuire)
| Candidat           | Candidat                     | Parti          | Premier tour | Premier tour | Second tour | Second tour |  |
| Candidat           | Candidat                     | Parti          | Voix         | %            | Voix        | %           |  |
| ------------------ | ---------------------------- | -------------- | ------------ | ------------ | ----------- | ----------- |  |
|                    | Jean Salliard du Rivault élu | CNIP           | 12 144       | 31,43        | 24 138      | 56,21       |  |
|                    | André-François Mercier       | MRP            | 11 556       | 29,91        | Retrait     | Retrait     |  |
|                    | Gérard Simonet               | UNR            | 7 696        | 19,92        | 11 896      | 27,7        |  |
|                    | Marcel Soulat                | SFIO           | 4 705        | 12,18        | 4 493       | 10,46       |  |
|                    | Albert Revaireau             | PCF            | 2 767        | 6,18         | 2 412       | 5,62        |  |
|                    |                              |                |              |              |             |             |  |
| Inscrits           | Inscrits                     | Inscrits       | 56 598       | 100,00       | 56 586      | 100,00      |  |
| Abstentions        | Abstentions                  | Abstentions    | 10 161       | 17,95        | 12 815      | 22,65       |  |
| Votants            | Votants                      | Votants        | 46 437       | 82,05        | 43 771      | 77,35       |  |
| Blancs et nuls     | Blancs et nuls               | Blancs et nuls | 1 649        | 3,55         | 832         | 1,9         |  |
| Exprimés           | Exprimés                     | Exprimés       | 44 788       | 96,45        | 42 939      | 98,1        |  |
| Source : Data.gouv |                              |                |              |              |             |             |  |